# Кайлі Кронк
Кайлі Кронк  (англ. Kylie Cronk, 27 березня 1984) — австралійська софтболістка, олімпійська медалістка.

## Виступи на Олімпіадах
| Олімпіада  | Дисципліна | Місце |
| ---------- | ---------- | ----- |
| Пекін 2008 | софтбол    | 3     |